# Balgarup River
Der Balgarup River ist ein Fluss im Südwesten des australischen Bundesstaates Westaustralien. 

## Geografie
Sein Quellgebiet befindet sich im Südosten der Stadt Kojonup. Er fließt in westliche Richtung bis zu seinem Zusammenfluss mit dem Arthur River zum Blackwood River.

### Nebenflüsse mit Mündungshöhen
- Mandalup Brook – 284 m[1]

## Geschichte
Der Name des Flusses geht auf ein Wort in der örtlichen Aborigines-Sprache zurück. Die erste Landaufnahme der Gegend wurde im Jahr 1840 von Alfred Hillman durchgeführt.